# 連線商業銀行
LINE Bank（全名：LINE Bank Taiwan，中文：連線商業銀行），為台灣的純網路銀行之一。

## 發展歷史
2018年7月26日，台灣連線股份有限公司成立「台灣連線金融科技股份有限公司籌備處」，並與國內之金融、電信業者共同籌組網路銀行。2019年1月7日，「連線商業銀行籌備處」成立，取得金管會純網路銀行設立許可，首任執行長為前台北富邦銀行數位金融總處執行副總經理黃以孟。
2020年3月9日，「連線商業銀行股份有限公司」取得經濟部商業司核准公司設立登記。2021年2月4日連線商業銀行取得金管會發出的純網路銀行營業執照，4月22日對外營運，初期提供存款、轉帳、簽帳金融卡、個人信用貸款之金融服務。
2022年4月，連線商業銀行累積虧損已達新台幣22.74億元。6月，連線商業銀行減資新台幣25億元，並再現金增資新台幣75億元；其中台北富邦銀行增資21.95億元、持股比率從25.1%提高至27.18%，同時引入新股東富邦媒體科技，而原始股東中的中國信託銀行及遠傳電信並未參與增資。

## 外部連結
- 官方网站
- 連線商業銀行的Facebook專頁
- 連線商業銀行的Instagram帳戶
- YouTube上的LINE Bank連線銀行頻道